# Kanton Doulevant-le-Château
Kanton Doulevant-le-Château (fr. Canton de Doulevant-le-Château) byl francouzský kanton v departementu Haute-Marne v regionu Champagne-Ardenne. Tvořilo ho 16 obcí. Zrušen byl po reformě kantonů 2014.

## Obce kantonu
- Ambonville
- Arnancourt
- Baudrecourt
- Beurville
- Blumeray
- Bouzancourt
- Brachay
- Charmes-en-l'Angle
- Charmes-la-Grande
- Cirey-sur-Blaise
- Courcelles-sur-Blaise
- Dommartin-le-Saint-Père
- Doulevant-le-Château
- Flammerécourt
- Leschères-sur-le-Blaiseron
- Mertrud
- Nully
- Trémilly